# Jamaal Shabazz
Jamaal Shabazz (nacido el 22 de noviembre de 1963) es un entrenador de fútbol trinitense. Actualmente está sin club.

## Primeros años
Shabazz estuvo involucrado en el intento de golpe de Jamaat al Muslimeen de 1990 bajo el líder del grupo Yasin Abu Bakr en su país de origen, con la creencia de que el ejército apoyaría el levantamiento. El grupo estuvo encarcelado durante dos años antes de que los tribunales aceptaran la afirmación de que su entrega se había basado en una promesa de amnistía; esto fue anulado posteriormente por el Consejo Privado en Londres pero el grupo no fue arrestado nuevamente.
Como resultado de su participación en el intento de golpe de Estado, a Shabazz se le impusieron condiciones para viajar a los Estados Unidos según lo requerido por sus funciones como entrenador de fútbol internacional. En 2012, no pudo asistir a la Clasificación para la Copa Mundial de Guyana contra México en el BBVA Compass Stadium en Houston, Texas por "motivos personales" y planeó transmitir instrucciones a su asistente Wayne Dover a través de Skype. El 2 de agosto de 2012, no viajó a Seattle para la derrota por 3-1 del club Caledonia AIA ante el Seattle Sounders.

## Trayectoria
Shabazz fue oficial de prensa de CONCACAF de 1997 a 1998.

### Selección de Guyana
Después de un tiempo entrenando en su país natal, entrenó a Guyana durante el periodo 2005-2008, con muy buenos resultados, incluyendo 13 victorias consecutivas, 11 de ellas en el 2006. Volvió a asumir las riendas de la selección guyanesa en agosto de 2011, llevándola por primera vez en su historia a la tercera ronda de las clasificatorias al Mundial de 2014, después de eliminar a su país natal, Trinidad y Tobago, que se consideraba favorito.
Posteriormente enfrentó a México, Costa Rica y El Salvador, con un saldo negativo, aunque consiguió empatarle a El Salvador en el mismo Estadio Cuscatlán por 2-2 (ambos goles de Trayon Bobb). Como dato anecdótico, ante la imposibilidad de poder viajar a Houston (Texas) para enfrentar a México, Jamaal Shabazz decidió dirigir a los suyos vía Skype. El experimento no evitó la derrota (0-5) aunque el técnico ganó en el aspecto innovador.
Shabazz presentó su renuncia como técnico de los Golden Jaguars el 27 de noviembre de 2012, tras no poder clasificar a la fase final de la Copa del Caribe de 2012 y mostrar algunos desacuerdos con la federación.

### Selección de Trinidad y Tobago
En diciembre de 2012 es contratado (conjuntamente con su compatriota Hutson Charles) para dirigir a Trinidad y Tobago, habiendo ya dirigido a la selección femenina de dicho país en 1998. El dúo Shabbazz / Charles logró el subcampeonato en la Copa del Caribe de 2012, cayendo en la final contra Cuba por 1-0.
Los malos resultados a comienzos de 2013 (1 empate y 4 derrotas) precipitaron el reemplazo de ese binomio por Stephen Hart, el 18 de junio de 2013. Cabe destacar que Shabazz declinó la proposición de la Federación de Trinidad y Tobago de ser el asistente de Hart en la Copa de Oro de la Concacaf 2013.

### Regreso a Guyana
La tercera etapa de Shabazz con la selección de Guyana se anunció en una conferencia de prensa el 12 de enero de 2015 antes de un amistoso contra Barbados, y firmó un contrato de 2 años con la Asociación de Fútbol de Guyana en marzo. Dejó el equipo al término de su contrato a finales de 2016 y asumió las funciones de coordinador principal de los programas técnicos de la TTFA.

### Regreso a Trinidad y Tobago
En diciembre de 2016 fue designado junto a Russell Latapy como asistente de Tom Saintfiet con la selección masculina. Se hizo cargo de la selección nacional femenina después de que Carolina Morace se fuese en 2017 y renunció al cargo el 8 de agosto de 2018.

### Selección de Santa Lucía
En mayo se informó que había firmado un contrato de 2 años para convertirse en entrenador de Santa Lucía antes de la Liga de Naciones CONCACAF 2019-20. Sin una acción inmediata programada para el equipo, que no logró clasificarse para la Copa Oro 2019, Shabazz se había estado calentando con el programa femenino de élite del país. El 19 de noviembre de 2019, Santa Lucía perdió 1-0 en casa ante Montserrat y descendió a la Liga C. El 4 de septiembre de 2021, el trinidense presentó su renuncia al cargo de entrenador.

### Nueva etapa en Guyana
El 17 de septiembre del 2021, Shabazz fue anunciado como nuevo entrenador de la Selección de Guyana, reemplazando al brasileño Márcio Máximo.El 30 de octubre de 2024, fue despedido de su cargo por la Federación de Fútbol de Guyana.

## Clubes

### Como entrenador
| Club                                     | País              | Año       |
| ---------------------------------------- | ----------------- | --------- |
| Joe Public                               | Trinidad y Tobago | 1999-2000 |
| Morvant Caledonia United                 | Trinidad y Tobago | 2000-2005 |
| Selección de Guyana                      | Guyana            | 2005-2008 |
| Selección de Guyana                      | Guyana            | 2011-2012 |
| Selección de Trinidad y Tobago           | Trinidad y Tobago | 2012-2013 |
| Selección de Guyana                      | Guyana            | 2015-2016 |
| Selección de Trinidad y Tobago (mujeres) | Trinidad y Tobago | 2017-2018 |
| Selección de Santa Lucía                 | Santa Lucía       | 2019-2021 |
| Selección de Guyana                      | Guyana            | 2021-2024 |